# Чернечослобідська сільська рада
Черне́чослобідська́ сільська́ ра́да — колишній орган місцевого самоврядування в Буринському районі Сумської області. Адміністративний центр — село Чернеча Слобода.

## Загальні відомості
- Населення ради: 1 702 особи (станом на 2001 рік)

## Населені пункти
Сільській раді підпорядковані населені пункти:
- с. Чернеча Слобода

### Колишні населені пункти
- с. Могильчине, зняте з обліку 2000 року
- с. Новостроївка, зникло у 20 столітті

## Склад ради
Рада складається з 18 депутатів та голови.
- Голова ради: Андрієнко Микола Миколайович
- Секретар ради: Товстуха Ольга Іванівна

### Керівний склад попередніх скликань
| Прізвище, ім'я, по батькові  | Основні відомості                                                         | Дата обрання | Дата звільнення |
| ---------------------------- | ------------------------------------------------------------------------- | ------------ | --------------- |
| Андрієнко Микола Миколайович | Сільський голова, 1956 року народження, освіта вища, член Народної партії | 26.03.2006   | 31.10.2010      |
| Андрієнко Микола Миколайович | Сільський голова, 1956 року народження, освіта вища, член Партії регіонів | 31.10.2010   |                 |

Примітка: таблиця складена за даними сайту Верховної Ради України